# Плаксий, Сергей Иванович
Серге́й Ива́нович Пла́ксий (род. 1 августа 1948, Краматорск, Сталинская область, Украинская ССР, СССР) — советский и российский социолог и философ, исследователь проблем образования, ректор Национального института бизнеса (Москва), доктор философских наук (1987), профессор (1990), Заслуженный деятель науки Российской Федерации (2010), Почётный работник высшего профессионального образования Российской Федерации.

## Биография
Родился 1 августа 1948 года в городе Краматорск Донецкой области.
В 1974 году окончил Высшую комсомольскую школу при ЦК ВЛКСМ.
В 1977 году защитил диссертацию на соискание учёной степени кандидата философских наук по теме «Возвышение потребностей как фактор совершенствования образа жизни молодого советского рабочего» (специальность 09.00.02 — теория научного коммунизма).
В 1987 году защитил диссертацию на соискание учёной степени доктора философских наук по теме «Отклонения от норм социалистического образа жизни в молодёжной среде : причины существования и пути преодоления» (специальность 09.00.09 — прикладная социология).
В 1974—1991 гг. младший, затем старший научный сотрудник, заместитель директора Научно-исследовательского центра ВКШ.
В 1991—1992 гг. проректор Всесоюзного института повышения квалификации работников печати. 1992—1994 гг. — президент Ассоциации международных научно-технических и культурных связей, генеральный директор Торгового дома «Русское поле». В 1995—1996 гг. проректор Института молодёжи.
С 1995 г. — по настоящее время — ректор Национального института бизнеса.
Является действительным членом Академии гуманитарных наук, членом попечительского совета Бунинской премии, вице-президентом Союза негосударственных вузов Москвы и Московской области, экспертом Берлинского Вест-Ост института.

## Научная деятельность
С. И. Плаксий многие годы посвятил изучению девиантного поведения молодёжи, в частности проблем наркомании и преступности. Его диссертационное исследование «Отклонение от норм социалистического образа жизни в молодёжной среде» (1987) стало первым серьёзным докторским исследованием непризнаваемых ранее проблем. Результаты исследований нашли отражение в монографиях «Образ жизни рабочей молодёжи» (1982), «Образ жизни сельской молодёжи» (1983), «Мера труда — мера потребления» (1986), «Отклонения от норм социалистического образа жизни в молодёжной среде» (1986), «Неформальные группы молодёжи» (1989), «Становление в труде» (1990).
В настоящее время в центре научных интересов С. И. Плаксия находятся проблемы развития и глобализации высшего образования. В числе основных опубликованных работ: «Качество высшего образования» (2003), «Количественные и качественные параметры высшего образования» (2004), «Стратегия успешного вуза» (2006), «Парадоксы высшего образования» (2005), «Высшее образование: желаемое и действительное» (2008), «Высшая школа на изломе» (2009), «Высшее образование: вызовы и ответы» (2014).
В 2022 году в издательстве «Икар» вышла в свет новая книга Плаксия Сергея Ивановича: «Философия от древности до наших дней». Книга объединяет в себе тезисы философии Древнего мира, Средних веков, эпохи Возрождения, Просвещения, Нового и Новейшего времени, современности. В издании отражены взгляды 150 философов, их отношение к мирозданию, обществу, культуре и религии. Особое внимание уделено философии Новейшего времени, а также становлению философии в России в разные исторические эпохи.

## Научные труды

### Монографии
- Твой молодой современник : Проблемы совершенствования образа жизни рабочей молодёжи в зеркале социологии / С. Плаксий. — М. : Молодая гвардия, 1982. — 223 с. (Ун-т молодого марксиста).
- Трудовое взросление. — М. : Знание, 1982. — 62 с. (Новое в жизни, науке, технике).
- Мера труда — мера потребления. — М.: Знание, 1984. — 63 с. (Новое в жизни, науке, технике).
- Отклонения от нормы социалистического образа жизни в молодёжной среде: сущность и пути преодоления [Текст] / С. И. Плаксий. — М.: Молодая гвардия, 1986. — 286 с.
- Становление в труде : книга для учащихся / С. И. Плаксий. — М.: Просвещение, 1987. — 174 с.
- Молодёжные группы и объединения: причины возникновения и особенности деятельности / С. И. Плаксий. — М. : О-во «Знание» РСФСР, 1988. — 39,[1] с.
- Качество высшего образования : монография / С. И. Плаксий ; Нац. ин-т бизнеса. — М.: Нац. институт бизнеса, 2003. — 653 с. ISBN 5-8309-0059-9, 1000 экз.
- Блеск и нищета российского высшего образования : монография / С. И. Плаксий ; Нац. ин-т бизнеса. — М.: Издательство Нац. института бизнеса, 2004. — 112 с. ISBN 5-8309-0125-0, 500 экз.
- Парадоксы высшего образования : монография / С. И. Плаксий ; Нац. ин-т бизнеса. — М.: НИБ, 2005. — 423 с. ISBN 5-8309-0168-4, 1000 экз.
- Плаксий С. И. Стратегия успешного вуза. — М.: Национальный институт бизнеса, 2006. — 208 с.
- Плаксий С. И. Высшее образование: желаемое и действительное. — М.: Национальный институт бизнеса, 2008. — 774 с.
- Плаксий С. И. Высшее образование: вызовы и ответы. — М.: Изд-во Нац. ин-та бизнеса, 2014. — 604 с. — 1000 экз. Архивировано 8 февраля 2016 года.
- Плаксий С. И. Философия от древности до наших дней. — М.: Икар, 2022. — 436 с. ISBN 978-5-7974-0743-0. — 1000 экз.
- Плаксий С. И. Украина от Руси до «анти-России». — М.: Икар, 2022. — 414 с.
- Плаксий С. И. Философия от древности до современности. Краткий курс. — М.: Икар, 2024. — 238 с.
- Плаксий С. И. Украина от Руси до «анти-России» (второе издание). — М.: Икар, 2024. — 511 с.
- Плаксий С. И., Плаксий К. С. Парламентаризм современных государств. — М.: Русайнс, 2024. — 124 с.